# 카르피네토시넬로
카르피네토시넬로(이탈리아어: Carpineto Sinello)는 이탈리아 아브루초주 키에티도에 있는 코무네이다.